# Andor Stern
Andor Stern (São Paulo, 17 de junho de 1928 – São Paulo, 7 de abril de 2022) foi um sobrevivente brasileiro do Holocausto na Alemanha Nazista. Andor ficou conhecido por, mesmo com idade avançada, relembrar os fatos que aconteceram com ele e com sua família, com a ajuda do historiador Gabriel Davi Pierin. Até onde se sabe, Andor Stern foi o único Brasileiro nato sobrevivente do Holocausto.
Stern morreu no dia 7 de abril de 2022. A causa do óbito não foi informada. Encontra-se enterrado no Cemitério Israelita do Embu.

## Início da Vida
Andor Stern nasceu em São Paulo no dia 17 de junho de 1928, no bairro Bixiga, filho de um médico húngaro da mineradora Anglo Gold e de Julia Schgerin, uma mulher de ascendência alemã. A vida de Andor Stern sempre foi itinerante: Aos 3 anos de idade, seu pai recebeu uma oferta de emprego na Índia, que fez com que toda sua família se mudasse de São Paulo. Stern passou alguns anos na Índia junto de sua família. Seu pai, que deveria ter voltado ao Brasil, decidiu levar todo o núcleo familiar para Hungria para encontrar parentes.

## Infância
A infância de Andor na Hungria foi tranquila e comum, mas as coisas mudaram em 1939 quando a Invasão da Polônia por Adolf Hitler fez com que a Segunda Guerra Mundial eclodisse na Europa. A situação mudou quando o Brasil se alinhou com os Aliados em agosto de 1942, contra o Eixo (Segunda Guerra Mundial), do qual a Hungria fazia parte. Isso fez com que ele fosse detido por autoridades húngaras por ser considerado um inimigo estrangeiro. Ficou pouco tempo detido e conseguiu escapar com a ajuda de um detento estadunidense, que virou seu amigo.

## Holocausto
Andor Stern fugiu das autoridades com apenas 13 anos de idade e por ser judeu precisou se esconder dos soldados. Conseguiu manter-se bem por pouco tempo, mas quando Hitler ocupou a Hungria em 1944, ele e sua mãe foram levados para Auschwitz no mesmo trem, sendo separados quando chegaram no campo de extermínio. Além de sua progenitora haviam outros familiares dele na locomotiva, seus avós, seu tio e sua tia grávida foram levados diretamente para a Câmara de gás e sua mãe acabou sendo poupada por tempo até ser morta também. Stern conta que ouviu ao chegar no local que toda sua família estava saindo em forma de fumaça pela chaminé das câmaras de extermínio. Ficou depressivo nos campos após a perda da mãe e tentou cometer suicídio jogando-se contra as cercas elétricas que cercavam o local, mas acabou sendo impedido de realizar tal ato. Quando tinha 14 anos foi poupado da morte por ter um porte atlético ocasionado pela prática de esportes no passado e começou a trabalhar compulsoriamente. As recordações do mesmo dizem que ele sofria de doenças como sarna e eczema e aceitava o fato de urinar-se durante o inverno para esquentar-se e além disso também cita o fato que o mesmo se alimentava de restos de comida e às vezes tinha náusea.
| “ | Quando os alemães ocuparam a Hungria, começaram a empacotar gente em vagões de trem e mandar para Auschwitz. Fui parar em Auschwitz, onde cheguei com minha família. Aliás, em Birkenau, onde fui selecionado para o trabalho, porque era um garoto bem desenvolvido, trabalhei pouquíssimo tempo em Auschwitz-Monowitz em uma fábrica de gasolina artificial. De lá, fui parar em Varsóvia, com a finalidade de limpar tijolos, em 1944, fomos levados para recuperar os tijolos inteiros e consertar as estradas que os bombardeios destruíram.. | ” |

## Libertação dos Campos de Concentração
Com o cerco internacional à Auschwitz, tropas soviéticas, os oficiais da Schutzstaffel começaram a retirar os prisioneiros do local, enviando muitos para as chamadas Marchas da Morte, Stern foi um deles sendo levado para Varsóvia e logo em seguida levado para Dachau onde chegou a trabalhar novamente para uma indústria bélica alemã, no dia 1º de maio de 1945, Tropas dos Estados Unidos libertaram o campo de Dachau e após um longo tempo sob domínio nazista, Andor estava livre e o mesmo sabia que estava a beira da morte pesando apenas 28 quilos mas ainda sim estava suspirando de felicidade por estar vivo.

## A Nova Vida de Andor Stern
Após o término da guerra, Andor Stern foi concluir seus estudos em Engenharia na Hungria. Em 1948, após 3 anos no país do Leste Europeu, ele decidiu voltar para o Brasil onde nem lembrava-se de seu Idioma Natal. Após regressar para São Paulo, reaprendeu o português e foi trabalhar na empresa de tecnologia IBM que o fez abrir sua própria empresa. Em 1954 casou-se, e manteve sua empresa até 1993 quando ela faliu devido a uma crise econômica no Governo Collor. Viveu em sua cidade de origem, onde realizou palestras e entrevistas para programas de TV ensinando sobre os horrores que vivenciou durante o período do Holocausto, sempre "motivando as pessoas a valorizarem e agradecerem à vida e à liberdade".
Sua história de vida foi escrita no livro "Uma Estrela na Escuridão", pelo historiador Gabriel Davi Pierin, em 2015. 